# Следствие ведут ЗнаТоКи. «Букет» на приёме
«Сле́дствие веду́т ЗнаТоКи́. „Буке́т“ на приёме» — советский детективный телевизионный художественный фильм 1978 года из цикла фильмов «Следствие ведут ЗнаТоКи» (дело № 12).

## Сюжет
«Букет» — позывной диспетчера системы радиофицированных такси города Москвы.
Артём Кирпичёв — рядовой водитель. Как-то раз он подвёз двух пассажиров и из деталей их разговора понял, что имеет дело с преступниками. Водитель стал невольным пособником ограбления квартиры супругов Петуховых — соседей Томина.
Ограбление оказалось неудачным для преступников, потому что в квартире не нашлось денег, на которые те рассчитывали. В то же время потерпевшие заявили, что у них забрали крупную сумму денег, присланных работающим на Севере сыном. Приехавший в Москву сын также подтверждает, что присылал родителям деньги, но при этом ведёт себя как-то неуверенно и отказывается писать заявление о возбуждении гражданского иска о возврате украденной суммы. Следствию приходится выяснять: так были ли в действительности в квартире деньги, и если были, то откуда они взялись и откуда преступники могли знать об их наличии? Если деньги действительно приходили по почте, то в кругу подозреваемых оказываются работники местного почтового отделения. В итоге выясняется, что никаких денег не было, сын зарабатывает совсем немного и родителям денег не высылает, просто потерпевшие, желая создать себе определённый имидж, неоднократно хвастались, что сын снабжает их деньгами, ходили по газетным объявлениям о продаже, чтобы якобы «прицениться» к дорогим вещам, в общем, преступникам было от кого почерпнуть информацию о «богатых» стариках.
Артём не сразу согласился сотрудничать с милицией. Шефом тех самых пассажиров, как он понял из их разговора, был рецидивист Санатюк. А невеста Артёма Варя — племянница того самого Санатюка. Но показания водителя совершенно необходимы Знатокам для расследования дела. Знаменский применяет всё своё мастерство, чтобы разговорить водителя.
Преступники пока на свободе. Из показаний Кирпичёва становится ясно, что грабители задумали захватить такси и использовать его в следующем преступлении, так что медлить нельзя. Через «Букет» удаётся определить, в какое такси сели преступники, и предупредить водителя об опасности только ему понятным намеком.

## В ролях
— главная роль
| Актёр              | Роль                                          |
| ------------------ | --------------------------------------------- |
| Георгий Мартынюк   | Знаменский                                    |
| Леонид Каневский   | Томин                                         |
| Эльза Леждей       | Кибрит                                        |
| Василий Бочкарёв   | Артём Степанович Кирпичёв                     |
| Борис Быстров      | Борис Афанасьевич Петухов                     |
| Наталья Рычагова   | Варвара Владимировна Санатюк                  |
| Игорь Смысловский  | Анатолий Санатюк                              |
| Людмила Аринина    | Анна Ивановна Петухова                        |
| Юрий Ильчук        | Афанасий Ильич Петухов                        |
| Варвара Сошальская | мать Томина Тамара Георгиевна                 |
| Евгения Пресникова | старшая смены Галина Сергеевна                |
| Лидия Рюмина       | тётя Катя                                     |
| Марина Поляк       | диспетчер такси Соня                          |
| Валентин Печников  | Пантелей Хабаров — сослуживец Бориса Петухова |
| Анатолий Михеев    | Данилов                                       |
| В. Фролов          | Серёгин                                       |
| Вера Альховская    | Надежда Ивановна — сестра Петуховой           |
| Михаил Семаков     | участковый                                    |
| Якоб Ромбро        | коллекционер                                  |
| Нина Белобородова  | доктор, эпизод                                |